# Casa de la Fotografía de Marrakech
La Casa de la Fotografía de Marrakech es un espacio de exposición de fotografías antiguas sobre Marruecos. Se sitúa en Marrakech, en pleno centro de la Médina. Se inauguró en abril de 2009 y presenta una colección fotográfica que se extiende desde los años 1870 a los años 1950.

## Historia
La Casa de la Fotografía abrió sus puertas en abril de 2009. Se ubica en un antiguo funduq rehabilitado como espacio cultural. Ha sido fundada por Patrick Manac'h y Hamid Mergani, con el fin de presentar al público las fotografías antiguas tomadas en Marruecos y permitir que pueda visionarse la memoria fotográfica de Marruecos.

## La colección
En su fondo tiene más de 10 000 fotografías antiguas que fueron tomadas a lo largo de ochenta años, entre 1870 y 1950. Ofrece una visión de los orígenes de la fotografía en Marruecos, presentando fotografías de los primeros fotógrafos que trabajaron en Marruecos como George Washington Wilson, A. Cavilla y Marcelin Flandrin. 
La colección proporciona vistas inéditas sobre Marruecos como fotografías realizadas por Henri de La Martinière sobre la antigua ciudad de Volubilis; o de paisajes marroquíes como los reflejados en las fotografías de J. Belin; así como de los grandes conjuntos arquitectónicos y de la alcazaba. Se concede un lugar destacado a los retratos con uns muestra significativa de los realizados por Adolf De Meyer, H. Regnault y J. Robichez. 
Los fondos fotográficos son representativos de una temática diversa tanto histórica como cultural ligada a la historia de Marruecos. Entre ellas, se podría citar la relativa a la cultura bereber representada por fotografías y el primer documental cinematográfico a color realizado en Marruecos, por Daniel Chicault en 1957 sobre las tribus Bereberes del Alto Atlas. 
La colección dispone también de una cantidad importante de placas fotográficas tomadas por fotógrafos anónimos y viajeros que efectuaron su Grand Tour por Marruecos.

## Actividades
Organiza de modo semestral exposiciones sobre diferentes temas partiendo de sus fondos fotográficos. También realiza la labor de centro de investigación a disposición de estudiantes y docentes.